# Novembre 2016 en sport
Pour des articles plus généraux, voir 2016 en sport et Novembre 2016.

## Novembre
- 1 au 6 : Coupe du monde de saut d'obstacles à Lexington aux États-Unis.
- 3 au 6 : Adelaïde Horse Trials - concours complet d'équitation à Adelaïde en Australie.
- 5 au 7 : Tournoi Grand Chelem de judo à Abu Dhabi aux Émirats arabes unis.
- 6 novembre, course à la voile : départ du Vendée Globe 2016-2017.
- 6 : Marathon de New-York aux États-Unis.
- 9 au 11 : Coupe du monde de saut d'obstacles à Vérone en Italie.
- 12 au 13 : Finale de la Fed Cup de tennis.
- 14 au 20 : Finale de l'ATP World Tour de tennis à Londres en Angleterre.
- 15 au 20 : Open de Chine de badminton à Fuzhou en Chine.
- 16 au 20 : Coupe du monde de saut d'obstacles à Stuttgart en Allemagne.
- 16 au 20 : Coupe du monde de dressage à Stuttgart en Allemagne.
- 18 au 20 : Tournoi Grand Prix de judo à Qingdao en Chine.
- 18 au 26 : Championnats d'Europe de Curling en Écosse.
- 19 au 23 : Qualifications au Championnat d'Europe de basket-ball féminin 2017.
- 22 au 27 : Open de Hong Kong de badminton à Kowloon à Hong Kong.
- 24 au 26 : Tournoi Grand Prix de judo à Jeju en Corée du Sud.
- 24 au 27 : Coupe du monde de saut d'obstacles à Madrid en Espagne.
- 25 au 27 : Coupe du monde de dressage à Stockholm en Suède.
- 25 au 27 : Finale de la Coupe Davis de tennis.
- 30 au 3 décembre : Coupe du monde de saut d'obstacles à Riyad en Arabie saoudite.